# Gordon Northcott
Gordon Stewart Northcott (9 de novembro de 1906; Saskatchewan, Canadá - 2 de outubro de 1930; Califórnia, Estados Unidos) foi um sequestrador, estuprador, pedófilo e assassino em série canadense condenado pela morte de três meninos em Wineville, Condado de Riverside, Califórnia, entre 1926 e 1928. No entanto, o número de mortos pode ser, inclusive, superior a 20.    
Foi condenado à morte e executado em 2 de outubro de 1930. 
A série de crimes é também conhecida como Os crimes do galinheiro de Wineville (Wineville Chicken Coop Murders).  
"Os crimes foram tão horrendos que, no mesmo ano, os cidadãos decidiram mudar o nome da cidade de Wineville para Mira Loma", reporta o o portal Aventuras na História. 
"Cinco anos após a execução de Gordon Northcott, um dos meninos anteriormente considerados assassinados por Northcott foi encontrado vivo e bem", reporta o Murderpedia. 

## Biografia
Filho de Cyrus e Sarah, Gordon nasceu em Bladworth, Saskatchewan, e foi criados na Colúmbia Britânica, tendo migrado para Los Angeles com a família em 1924. Nesta cidade, com ajuda dos pais, comprou uma área rural onde construiu uma casa e um galinheiro com a ajuda do pai, que trabalhava na construção civil, e seu sobrinho Sanford Clark de 13 anos, que havia sido trazido do Canadá com o pretexto de trabalhar no local.   
Gordon tinha então 17 anos e vinha "abastecendo ideias e vontades assassinas e pedófilas que só ele sabia que tinha", relata o Megacurioso.

### Família problemática

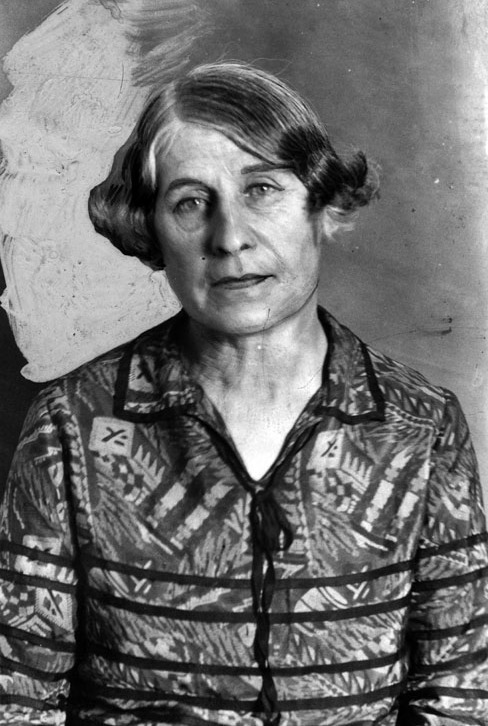
Sarah, a mãe de Gordon

A família Northcott era problemática, já que Cyrus e Sarah só conseguiram ter seu primeiro filho, um casal de gêmeos, Winnifred e Willie, cinco anos depois de casados. Com o nascimento das crianças, Sarah passou a dedicar-se quase exclusivamente ao filho homem, enquanto a menina ficava aos cuidados do pai. Extremamente religiosa, Sarah não aceitou de bom grado a morte do ainda pequeno Willie e quando ela engravidou novamente, o casal fez de tudo para que ela abortasse, o que teria incluído uma sessão de espancamento do qual Sarah teria saído com uma vértebra quebrada. Durante o depoimento após a prisão, Sarah alegou que os problemas de Gordon se deviam à relação incestuosa entre Cyrus e Winnifred, o que nunca foi comprovado. Há também relatos de que Gordon, que como seu irmão falecido havia passado a receber os extremos cuidados da mãe, teria tido uma relação incestuosa com a mãe e que esta eventualmente o vestia como uma menina. Gordon também disse que era estuprado pelo pai desde que tinha 10 anos de idade, o que igualmente pode ser comprovado   
"Durante a criação, o instinto superprotetor de Sarah excedia qualquer limite considerado normal para uma mãe, bem como o tipo de relação que ela desenvolveu com Gordon à medida que ele foi amadurecendo. A filha mais velha, Winnifred Northcott, não existia para a mulher. Todo o seu tempo e a sua atenção eram voltados para o garoto; ela o paparicava e dava tudo o que ele pedia, realizando cada vontade sem questionar. Sarah fez Gordon crescer dentro de um sonho em que disciplina e regras não eram aplicadas a ele jamais, e ela se assegurava de protegê-lo de qualquer privação ou algo que pudesse fazê-lo minimamente infeliz", reportou o Megacurioso. 
Durante os depoimentos, Sarah também falou que Gordon era filho de Winnifred, fruto da relação incestuosa com o pai. No entanto, esta informação também teve evidências suficientes e portais como o Murderpedia reportam que um dos traços de Gordon era ser mentiroso e que ele pode ter levado a mãe superprotetora a acreditar numa série de mentiras a respeito do pai. 

## Crimes

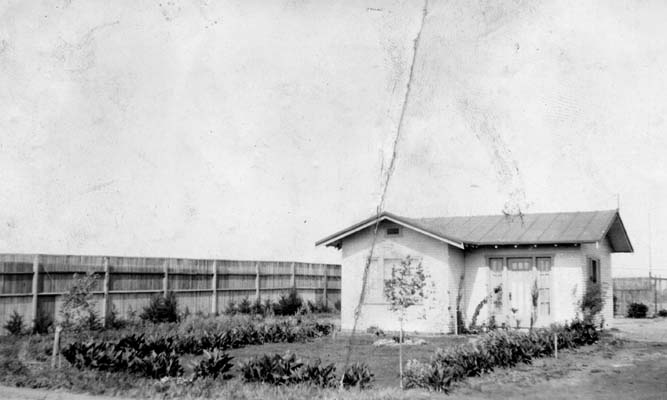
O rancho de Gordon; o galinheiro atrás da casa era o local onde os crimes eram cometidos

Em 1928, Jessie visitou o irmão Sanford nos Estados Unidos após desconfiar do teor das cartas recebidas e ficou alarmada com o relato de que Gordon estivesse estuprando o sobrinho e outros meninos, tendo matado alguns deles. De volta ao Canadá, ela ligou para o cônsul americano, dando detalhes dos crimes, que contatou o Departamento de Polícia de Los Angeles. "Estavam abertas as investigações do caso", escreveu o portal Aventuras na História.   
Antes deste contato, a polícia de Wineville havia encontrado a cabeça de um adolescente dentro de um saco, em uma vala. Mais tarde, durante as investigações, se descobriu que ela pertencia a Alvin Gothea, um mexicano que trabalhava no rancho de Gordon. 

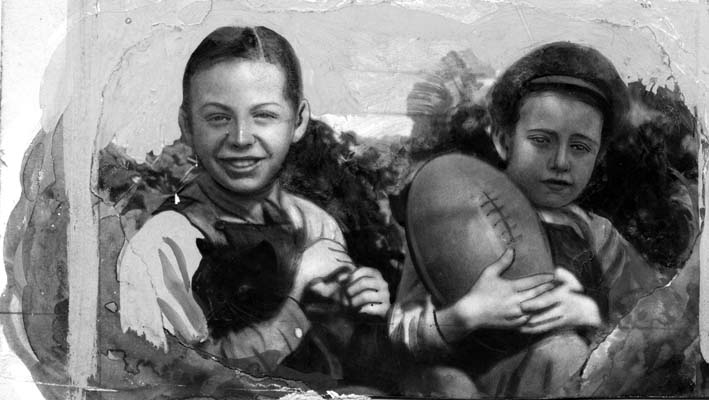
Os Irmãos Winslow: Lewie pode ter sido encontrado vivo anos depois

Ao todo, ele foi ligado a três assassinatos, tendo sido acobertado por seus pais. Suas vítimas foram Alvin Gothea (sequestrado em 1º de fevereiro de 1928, ficou conhecido como o "mexicano sem cabeça"; foi morto a machadadas, com Gordon tendo obrigado Sanford a enterrar o corpo e cobri-lo de cal) e os irmãos Lewis e Nelson Winslow (com 12 e 10 anos; dados como desaparecidos de Pomona em 16 de maio de 1928), mas as estima-se que ele possa ter matado cerca de 20 crianças.   
A morte de Walter Collins foi depois assumida por Sarah, na tentativa de proteger o filho. 
Depois de preso, Gordon mesmo levou as autoridades ao locais onde enterrou os corpos e onde os investigadores acharam restos mortais e objetos como roupas. 
Nota: algumas vezes é relatado que foi a mãe de Gordon que viajou aos Estados Unidos e descobriu os crimes. 

### Caso Walter Collins e o impostor

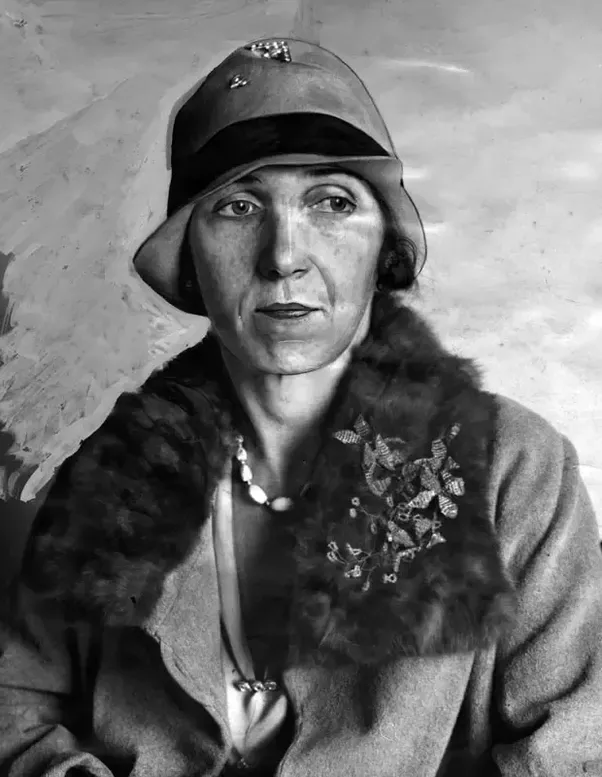
Christine, mãe de Walter Collins

Walter Collins havia desaparecido na tarde do dia 10 de março de 1928, aos nove anos de idade. Sua mãe Christine Ida Collins, havia lhe dado dinheiro para ir ao cinema e quando o filho não voltou para casa, começou a procurá-lo pela vizinhança. Ela procurou durante cinco dias, antes de comunicar a polícia, após o que o desaparecimento ganhou grande repercussão, com os jornais estampando uma imagem do menino e reportando seu sumiço.  
Mesmo com toda divulgação, depois de cinco meses não havia qualquer pista que levasse a seu paradeiro, até aparecer em Illinois um menino que dizia ser a criança desaparecida. Recebendo críticas por não terem conseguido resolver o caso antes, a polícia local, liderada pelo capitão J.J. Jones, promoveu um grande encontro entre mãe e filho, mas dias depois Christine procurou as autoridades para relatar que aquele não era seu filho. Exames de arcadas dentárias foram feitas e a fraude foi descoberta, no entanto a polícia de Los Angeles enviou Christine para uma ala psiquiátrica do Hospital Geral do Condado de Los Angeles, por ela alegar que aquele não era seu filho.  
O impostor acabou confessando posteriormente que não era mesmo Walter Collins, mas sim, Arthur Hutchins, e que apenas havia inventado a história para poder viajar até Los Angeles, conhecer seu ator favorito Tom Mix e eventualmente tentar carreira no cinema.  
Durante as investigações depois da prisão, Sarah revelou que após ter sido preso no galinheiro, onde era torturado e estuprado por Gordon, o menino havia ficado com as parte intimas em carne viva, tendo ela então decido matá-lo a machadadas para que ele não denunciasse o filho caso fosse solto nas ruas. 
O corpo de Walter jamais foi encontrado e sua história foi contada no filme A Troca, estrelado por Angelina Jolie, John Malkovich e Michael Kelly e dirigido por Clint Eastwood. 

### Corrupção policial
O tratamento dado à Christine revelou a grande corrupção existente dentro do Departamento de Polícia de Los Angeles, com o capitão J.J usando o  "Código 12", que era largamente utilizado pela polícia para internar pessoas consideradas difíceis ou inconvenientes, mesmo sem julgamento prévio num tribunal.
O capitão Jones foi obrigado a pagar uma indenização à Christine por sua internação, mas nunca chegou a fazê-lo.

### Modus operandi
Gordon teve ajuda de pai e mãe para acobertar os crimes. No caso dos estupros, seu pai depois confessou que ele mesmo levava vários garotos por dia para o rancho para que Gordon os estuprasse e que quando estava ocupado, o filho mesmo "ia atrás de 'carne fresca', como dizia para Sanford". As vítimas eram então abusadas sexualmente e depois largadas em algum lugar nas ruas. 
Quanto às mortes, as crianças eram assassinadas à machadadas, sendo depois desmembradas e enterradas em covas, tendo os corpos cobertos por cal. 

## Prisão, julgamento e pena
Assim que as investigações no rancho começaram, Gordon e sua mãe fugiram para o Canadá, mas a polícia canadense prendeu os dois na cidade de Vernon em 19 de setembro de 1928. No entanto, devido a problemas na documentação de extradição, eles foram enviados para Los Angeles apenas em 30 de novembro. Durante os depoimentos, Northcott admitiu  apenas o assassinato de Alvin Gothea, tendo Sarah alegado ter matado Walter Collins, o que nunca foi comprovado.   
Em 07 de fevereiro de 1929, após 27 dias de julgamento, Gordon Stewart Northcott, foi declarado culpado e condenado por, sequestrar, abusar sexualmente, torturar e assassinar crianças. A sentença de pena de morte por enforcamento foi dada em dia 02 de outubro de 1930. 
A mãe de Gordon foi sentenciada a prisão perpétua pela morte de Collins, mas foi solta após cumprir 12 anos de pena. 
Sanford atuou como a principal testemunha de acusação, após ele mesmo ter sido vitimado pelo tio pedófilo e assassino, sendo considerado o único sobrevivente das atrocidades cometidas no galinheiro de Wineville. 

### Execução
O criminoso foi enforcado em 2 de outubro de 1930, na Prisão Estadual de San Quentin. No dia de sua execução, Northcott ficou tão nervoso que teve que ser vendado para a caminhada até a forca. Durante a caminhada, ele desmaiou e teve que ser apoiado por dois guardas. Ao se aproximar da forca, ele começou a implorar por sua vida. Quando a corda foi ajustada ao redor de seu pescoço, suas últimas palavras foram "não, não faça". A corda usada para a execução estava muito frouxa para causar a quebra do pescoço, o que fez com que Gordon levasse 13 minutos para morrer. 

### Sanford
Sanford Clark foi condenado a cinco anos pela participação nos crimes, apesar do juiz reconhecer que ele também havia sido uma vítima de Gordon. Por isto, sua sentença foi comutada para 23 meses, que ele cumpriu num centro de reabilitação chamado Whittier State School. Depois de cumprir a pena, foi deportado para seu país-natal, o Canadá, onde se casou com uma mulher chamada June, com a qual adotou duas crianças. O casal foi casado por 55 anos e ele morreu em 1991 aos 78 anos. Sanford também serviu na Segunda Guerra Mundial e trabalhou durante 28 anos para o serviço postal canadense.  
Em 2008, Anthony Flacco, um novelista criminal premiado que estava escrevendo um livro sobre Sanford chamado The Road Out of Hell: Sanford Clark and the True Story of the Wineville Murders, disse que segundo um relato de Jerry, um dos filhos adotivos, o pai decidira pela adoção para não espalhar a doença da família.  "E quando Jerry Clark disse a seu pai moribundo que o amava, as últimas palavras de Clark foram: 'por que você faria isso?'", relatou Flacco também. 

## Curiosidades
- 1º de novembro de 1930, a cidade de Wineville mudou seu nome para Mira Loma em 1º de novembro de 1930, devido a grande publicidade negativa em torno do caso;
- Em 1951, a Rádio Dragne transmitiu o episódio "The Big Imposter" ( O Grande Impostor), baseado no caso de Walter Collins;
- Em 2008 foi lançado o  filme a A Troca, estrelado por Angelina Jolie e dirigido por Clint Eastwood, relatou o caso do desaparecimento de Walter Collins e a luta de sua mãe para encontrá-lo;
- Em 2008, Gordon foi tema do livro Nothing Is Strange with You: The Life and Crimes of Gordon Stewart Northcott. O autor chamou o caso de "um dos maiores pesadelos dos anais do crime dos Estados Unidos"; [4]
- Em 2008, Sanford Clark foi tema do livro The Road Out of Hell: Sanford Clark and the True Story of the Wineville Murders; [14]
- Em 2015 o caso foi mencionado em American Horror Story: Hotel. [15]